# バルフォア・マウント
バルフォア・マウント(Balfour M.・Mount, 1939年4月14日 -  )は、カナダオンタリオ州オタワで生まれの医師、医学者。

## 経歴
1963 年にクイーンズ大学で医学の学位を取得し、マギル大学で外科と泌尿器科を学んだ。  1973年1月、泌尿器科の癌外科医であるマウントは、エリザベス・キューブラー＝ロスの著書『死ぬ瞬間』のディスカッショングループの影響を受けて、モントリオールのロイヤル・ビクトリア病院（Royal Victoria Hospital）での様々な症例の研究を主導した。 1973年9月、シシリー・サンダースのセント・クリストファー・ホスピスを訪れた後、ロイヤル・ビクトリア病院内に世界初の同様の病棟を開設し、「緩和ケア」という名称を発案した。 1990 年にロイヤル・ビクトリア病院緩和ケアサービス、緩和ケア・マギル、1999 年に統合された全人的ケアのマギル・プログラム（McGill Programs in Integrated Whole Person Care）の創設ディレクターになった。マウントは、マギル大学の緩和ケアのエリック M. フランダース名誉教授である。 。

## 栄誉
1985年、彼は「モントリオールのロイヤルビクトリア病院で最初の緩和ケアサービスを設立した」ことでカナダ勲章（OC;Officers of the Order of Canada）を授与された。 2003年、彼は「北米の緩和ケアの父」であると認められて将校に昇進した。 1988年に、彼はケベック国家勲章（CQ）を授与された。 彼はカルガリー大学、 クイーンズ大学、 およびダルハウジー大学から名誉学位を授与されている。 